# Sistema evolutivo
Los sistemas evolutivos son un tipo de sistema que se reproduce con una mutación en la que los elementos más aptos sobreviven y los menos aptos mueren. Uno de los desarrolladores del pensamiento de sistemas evolutivos es Béla H. Bánáthy. Los sistemas evolutivos se caracterizan por "equilibrios móviles y la dinámica de interacciones coevolutivas que no se pueden prever ex ante". El estudio de sistemas evolutivos es una subcategoría importante de la investigación de sistemas complejos.

## Otras lecturas
- Bentley, Peter y David Corne. Sistemas evolutivos creativos. Morgan Kaufmann, 2002.
- Csanyi, Vilmos. Sistemas evolutivos y sociedad: una teoría general. Durham, Duke University Press. (1989).
- Hommes, Carsien Harm. "Los mercados financieros como sistemas evolutivos adaptativos no lineales". Documento de debate del Instituto Tinbergen, núm. 01-014 / 1 (2001)
- Rocha, Luis Mateus. " Autoorganización seleccionada y la semiótica de los sistemas evolutivos Archivado el 1 de diciembre de 2015 en Wayback Machine. ". Sistemas evolutivos: las perspectivas biológicas y epistemológicas sobre la selección y la autoorganización. S. Salthe, G. Van de Vijver y M. Delpos (eds. ). Kluwer Academic Publishers, (1998) págs. 341–358.

- Datos: Q25099318